# Erik Erikson
Erik Homburger Erikson (Francoforte sul Meno, 15 giugno 1902 – Harwich, 12 maggio 1994) è stato uno psicologo e psicoanalista tedesco naturalizzato statunitense.
La sua figura ha assunto particolare rilievo per aver inserito i problemi della psicoanalisi infantile in un contesto di ricerche sociologiche.
Si formò a Vienna sotto la guida di Anna Freud ed August Aichhorn. Emigrato negli Stati Uniti nel 1933, ha svolto la sua attività di insegnamento e di ricerca in alcune delle più illustri università americane, come Harvard, Yale, Berkley ed il Massachusetts Institute of Technology.

## Il pensiero
Molto nota è la sua rielaborazione dei processi di sviluppo individuale che, partendo da una matrice psicoanalitica classica, evolvono in direzione dell'analisi delle 8 fasi (ciascuna legata ad un tipo di conflitto bipolare) che caratterizzano l'intero ciclo di vita (Life-Span Developmental Psychology). Il passaggio allo stadio successivo avviene ogni volta che l'individuo, nell'interazione con la realtà esterna, riesce a superare una "crisi evolutiva" e attraverso questi stadi di sviluppo realizza l'integrità dell'Io.
Le sue teorie hanno rappresentato un'importante tappa nell'espansione della teorizzazione psicoanalitica, nell'ottica del riconoscimento del dinamismo intrinseco anche ai periodi di vita adulta e senile (e che quindi non si ferma - come processualità dinamica - al raggiungimento dell'età adulta, come invece era teorizzato nei primi contributi psicoanalitici).
Il suo modello ebbe molta fortuna sia negli Stati Uniti che nel resto del mondo.
Rifacendosi al linguaggio dell'embriologia, Erikson considera che ogni elemento della persona sia già presente prima che compaia il suo critico e decisivo tempo di emersione.
A partire dalle fasi di sviluppo psico-sessuale di Sigmund Freud, Erikson individua otto stadi di sviluppo psicosociale, ciascuno caratterizzato da una precisa crisi psicosociale:
1. prima Infanzia 0-1 anno (fase orale-respiratorio), fiducia/sfiducia;
2. infanzia 1-3 anni (fase anale-uretrale), autonomia/vergogna e dubbio;
3. età genitale 3-6 anni (fase infantile-genitale), iniziativa/senso di colpa;
4. età scolare 6-12 anni (fase di "latenza"), industriosità/inferiorità;
5. adolescenza 12-20 anni (pubertà), identità e contestazione/diffusione di identità;
6. prima età adulta 20-40 anni (genitalità), intimità e solidarietà/isolamento;
7. seconda età adulta 40-65 anni, generatività/stagnazione e auto-assorbimento;
8. vecchiaia 65 in poi, integrità dell'Io/disperazione.

Pur essendo un cammino "a tappe", il ciclo di vita viene inteso da Erikson come un continuum.
Nello sviluppo, infatti, è importante il concetto di crisi intesa in maniera positiva; è questa, infatti, la scelta effettuata per risolvere la problematica evolutiva. La persona quindi riemerge con un accresciuto senso di unità interiore: gli elementi negativi non vengono cancellati ma vengono ampiamente superati.

## Opere
- Infanzia e società (Childhood and Society) (1950)
- Introspezione e responsabilità (Insight and Responsibility)
- Saggi sulle introspezioni etiche dell'introspezione psicoanalitica
- Il giovane Lutero (Young Man Luther. A Study in Psychoanalysis and History) (1958)
- I giocattoli del bambino e le ragioni dell'adulto (Toys and Reasons)
- Gioventù e crisi di identità (Identity: Youth and Crisis) (1968)
- La verità di Gandhi: sulle origini della nonviolenza militante (Gandhi's Truth: On the Origin of Militant Nonviolence) (1969)
- L'adulto. Una prospettiva interculturale (Adulthood) (1978)
- Coinvolgimenti vitali nella terza età (Vital Involvement in Old Age) (1986)
- I cicli della vita (The Life Cycle Completed) (1982)